# Castianeira indica
Castianeira indica là một loài nhện trong họ Corinnidae.
Loài này thuộc chi Castianeira. Castianeira indica được Benoy Krishna Tikader miêu tả năm 1981.